# Rušinov
Rušinov – miejscowość i gmina (obec) w Czechach, w kraju Wysoczyna, w powiecie Havlíčkův Brod. W 2022 roku liczyła 163 mieszkańców.

## Części gminy
- Hostětínky
- Nohavice
- Modletín
- Vratkov[potrzebny przypis]

## Galeria zdjęć

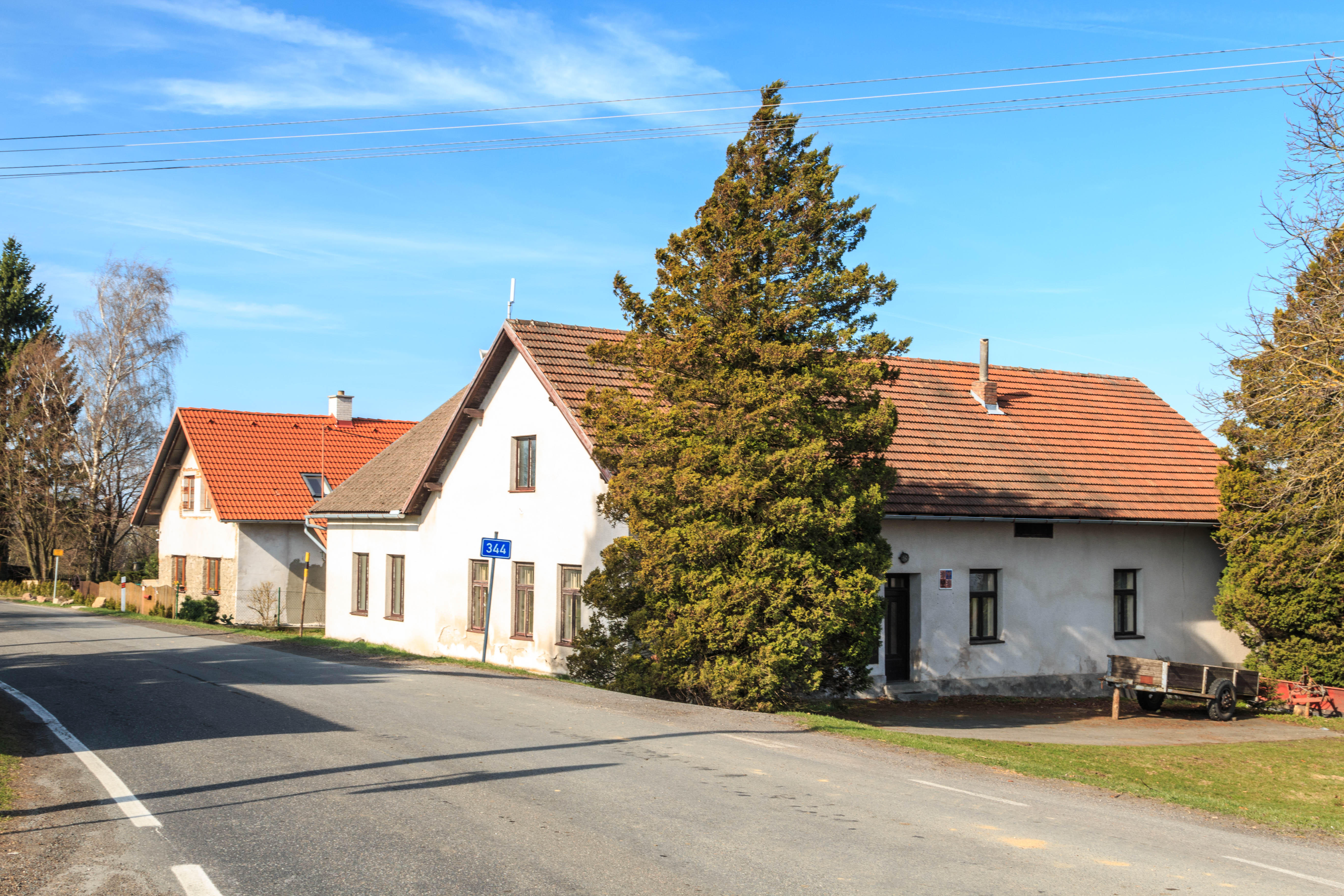
Jeden z budynków mieszkalnych
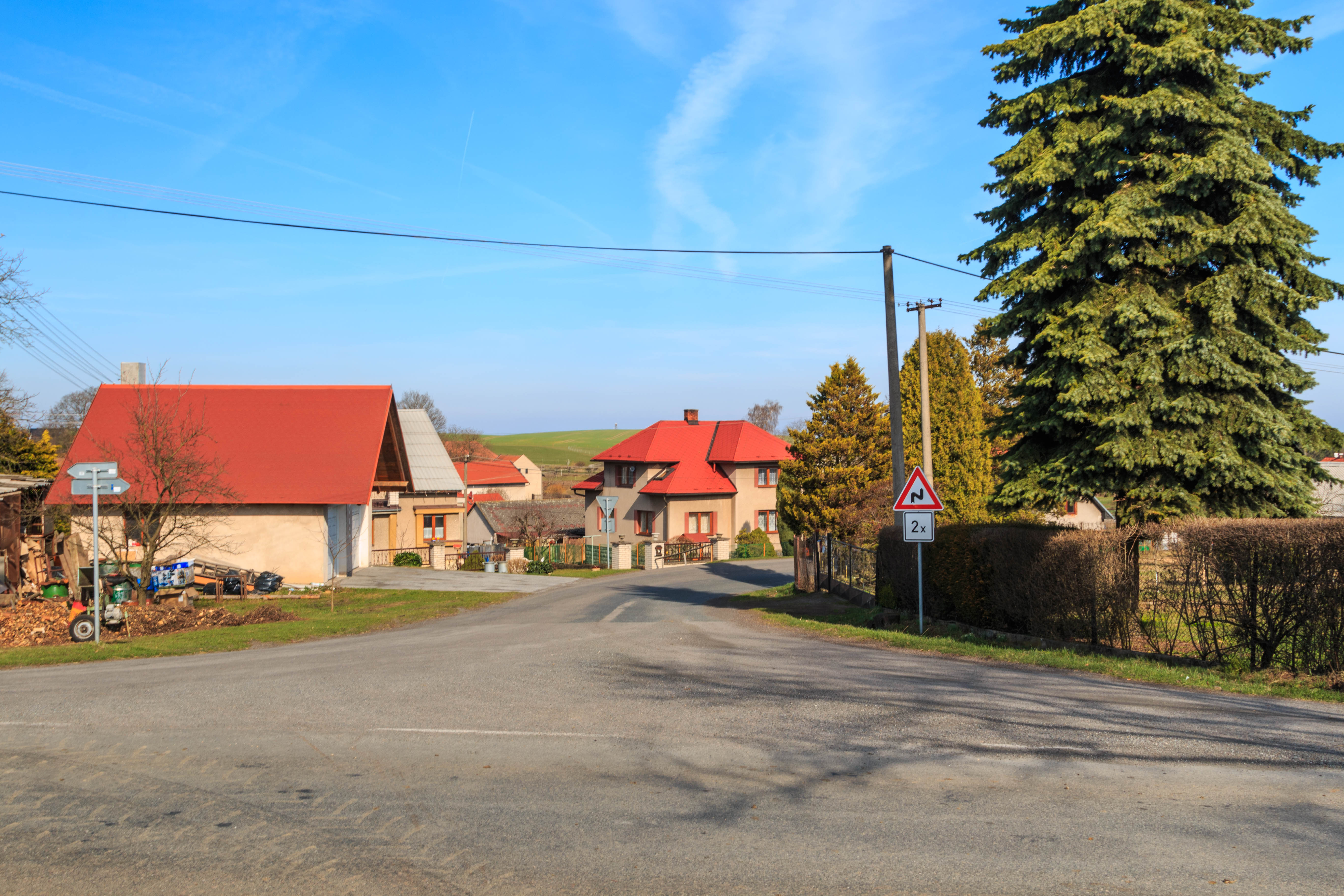
Centrum wsi
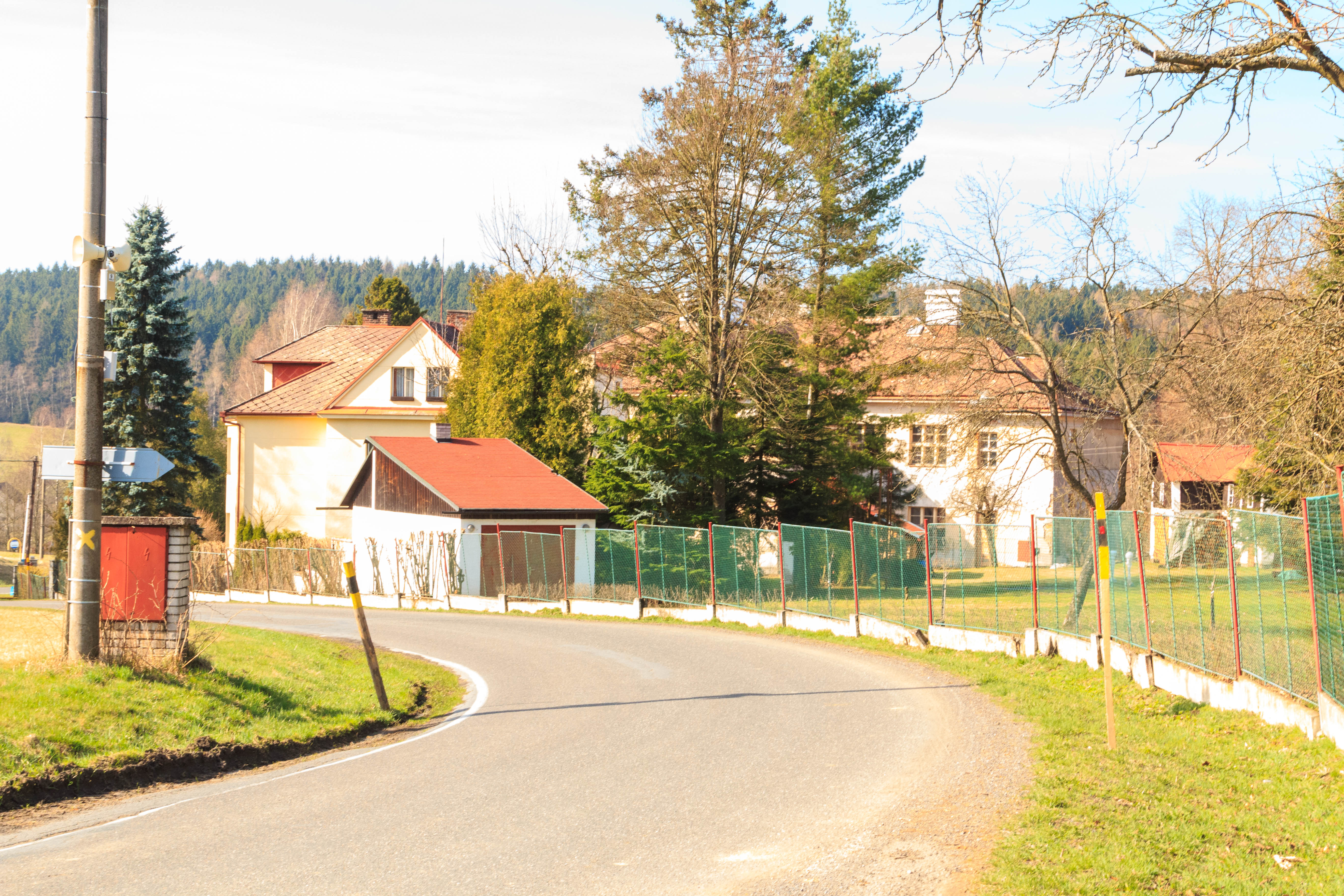
Część Rušinova, Hostětínky
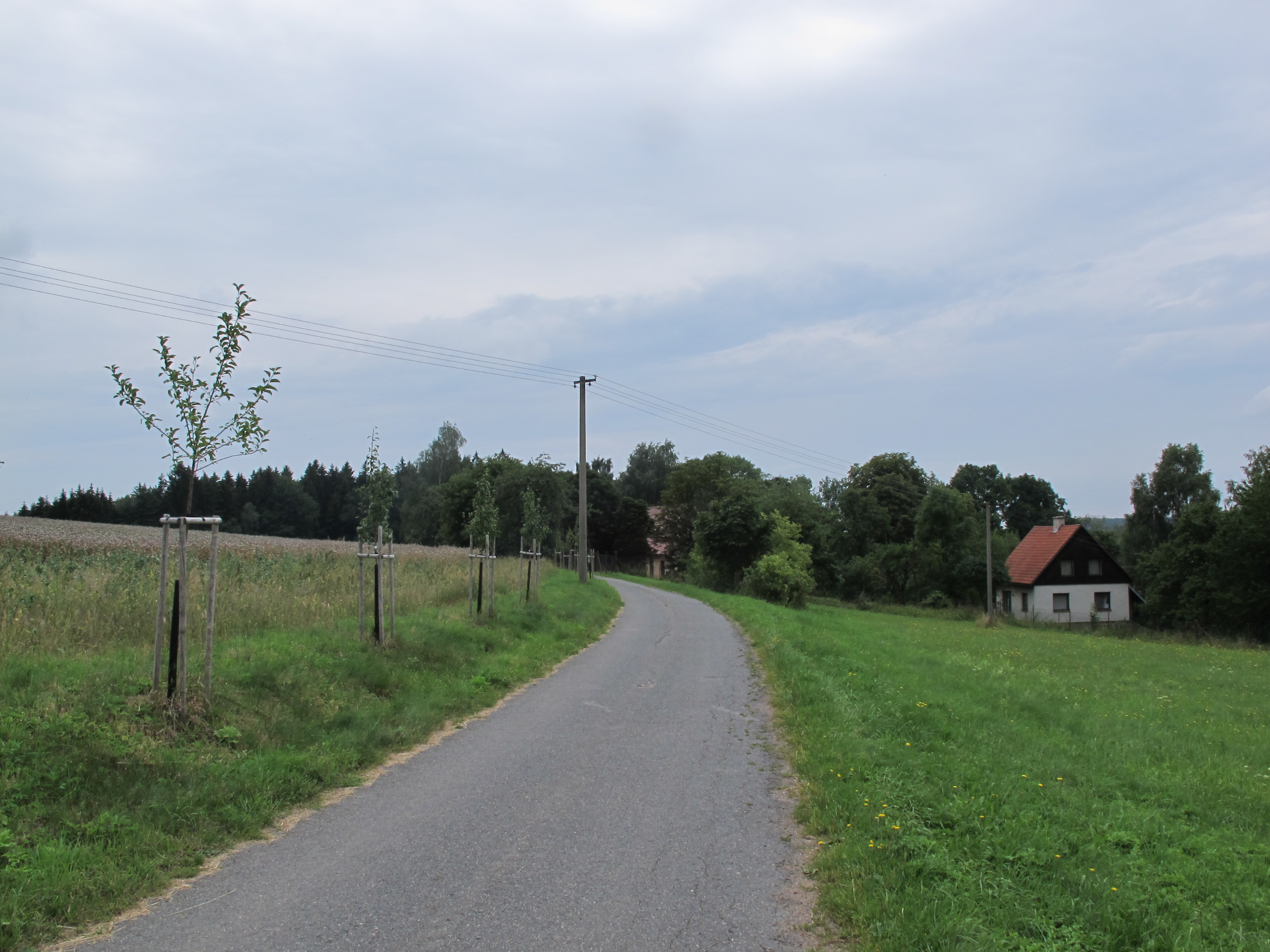
Część Rušinova, Vratkov
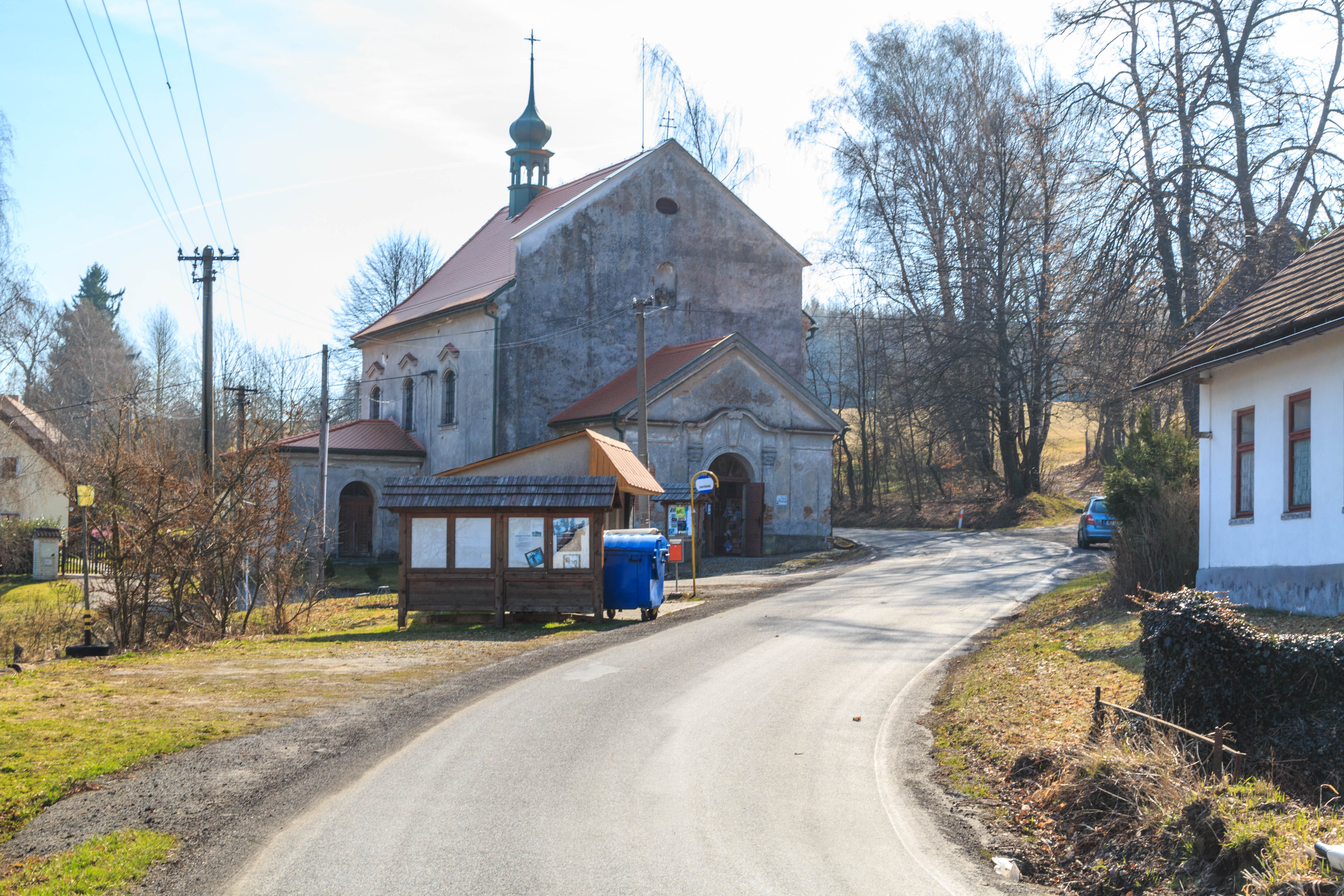
Część Rušinova, Modletín
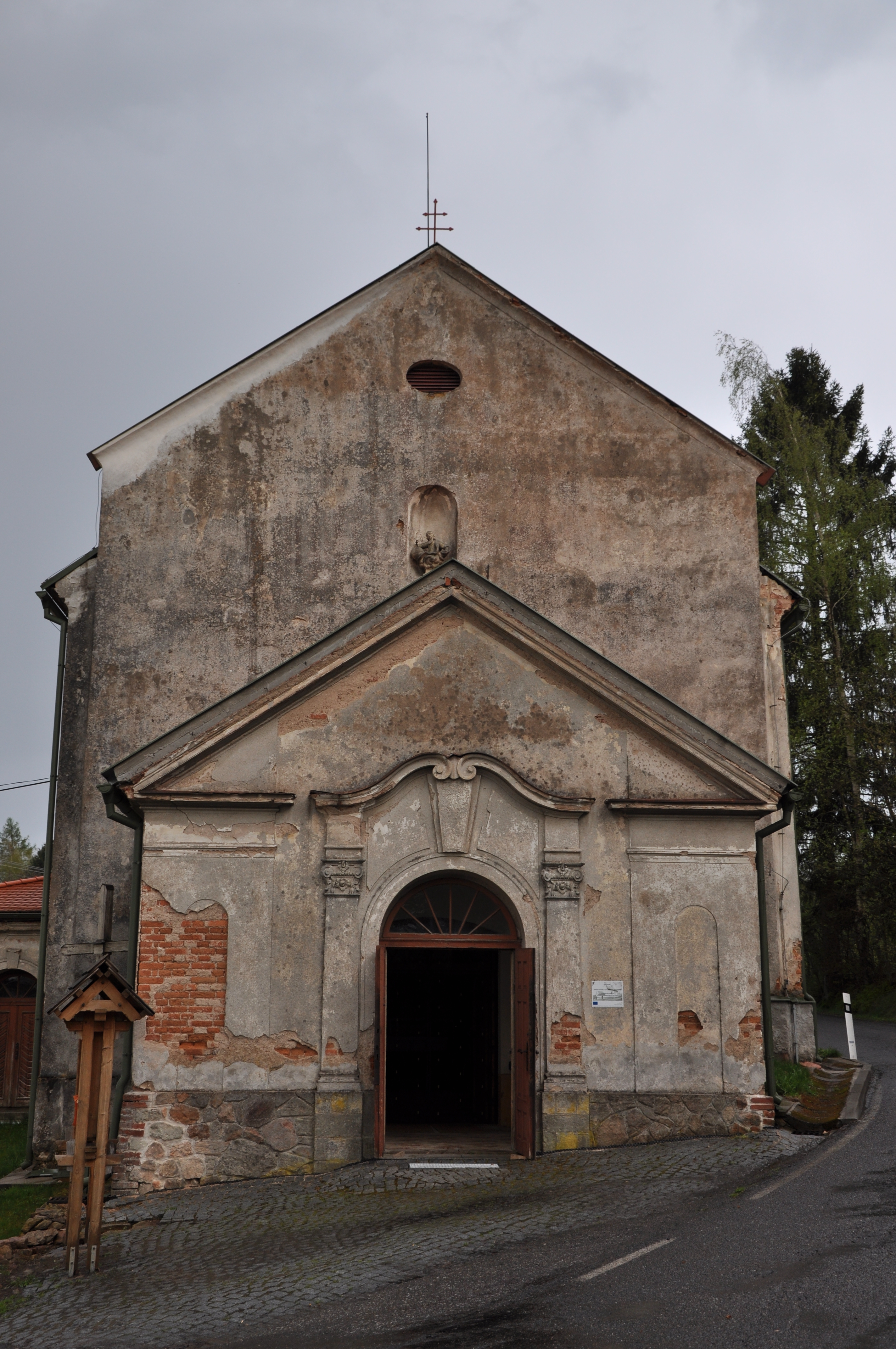
Fasada kościoła w Modletínie
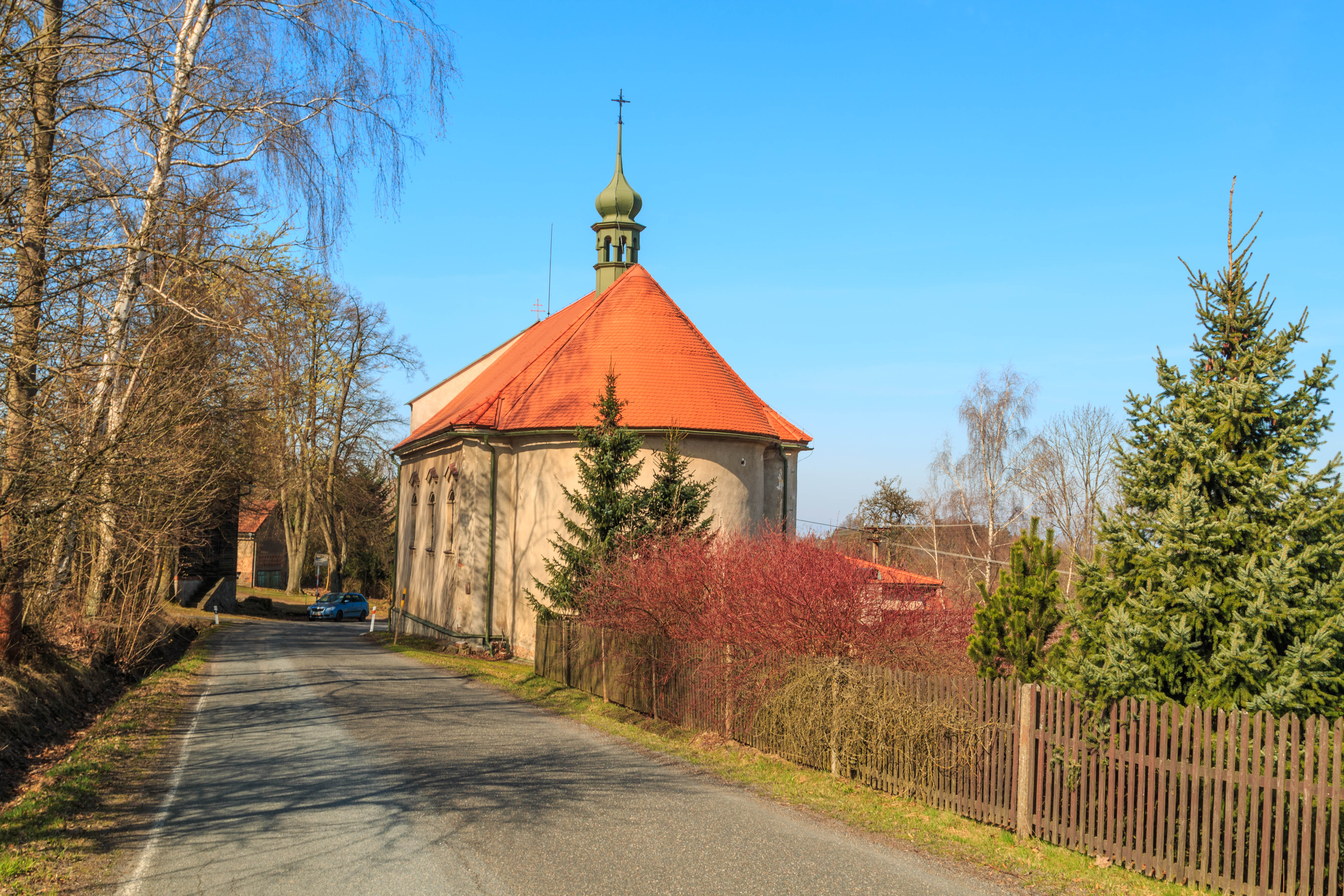
Prezbiterium kościoła w Modletínie